# Valle de Tonosí
El Valle de Tonosí es una amplia región del suroeste de Azuero en la provincia de Los Santos por donde corre el río Tonosí.  El Tonosí nace en la Sierra de Azuero y desemboca en el océano Pacífico. El Valle de Tonosí está limitado por la sierra de Azuero al oeste y la sierra del Canajagua al noreste.  Cuenta con una superficie de 1 335 km².

## Historia
En 1925 unas 40 000 hectáreas del valle son adjudicada a la compañía estadounidense Tonosí Fruit Company, lo que colocó a la población en los peores niveles de pobreza que conozca la región. Finalmente en el año 1950 con la nacionalización de estas tierras, inicia la colonización por inmigrantes provenientes de Las Tablas, Macaracas y La Villa de Los Santos, lo que transformaría al valle en uno de los principales ejes económicos de la provincia. Con la construcción de la primera carretera hacia el valle en el año 1965, se logra la integración definitiva del valle a la provincia de Los Santos y el desarrollo de la ganadería y la agricultura.